# 大鷲神社 (栄町)
大鷲神社（おおわしじんじゃ）は、千葉県印旛郡栄町安食（下総国下埴生郡）にある神社である。旧社格は無格社。
天乃日鷲命、大巳貴命、小名彦命、日本武尊を祀る。

## 由緒
創祀の年代は明らかではないが、日本武尊が東夷征討の際、錦旗を立て仮の御野立所とし租神を奉斉した旧跡という。現存する本殿は凝宝珠金具の刻銘により天保2年（1831年）の造営とされ、栄町の有形文化財に指定されている。
江戸時代には徳川家光の乳母春日局の崇敬を受けた。家光がまだ竹千代といっていたころ当社に竹千代の出世を祈願し、三代将軍になると報恩のため、将軍の御座船天地丸の金色の鷲をもらいうけ献納した。古くから出世開運の神として尊崇を集めており、毎年12月の初酉の日から3日間の酉の市には福を願う多くの人々が訪れ大変な賑わいを見せる。

## 交通
- JR成田線安食駅徒歩10分